# 114P/懷斯曼-史基福彗星
114P/懷斯曼-史基福彗星是太陽系的一顆周期彗星。
1987年1月，珍妮佛·懷斯曼在羅威爾天文台布萊恩·A·史基福於1986年12月28日拍攝的兩張乾板上發現該彗星。懷斯曼和史基福在1987年1月19日確認這是一顆彗星。
114P/懷斯曼-史基福彗星被認為是第一次在火星拍攝到的流星的母體。